# Scholen (Bruchhausen-Vilsen)
Scholen è una frazione (Ortsteil) del comune di Bruchhausen-Vilsen, nel land della Bassa Sassonia, in Germania.

## Storia
Già comune autonomo nel circondario della contea di Hoya, fu soppresso e incorporato a Engeln il 1º marzo 1974; insieme con Engeln, fu unito a Bruchhausen-Vilsen il 1º novembre 2011.